# Walter Jenson

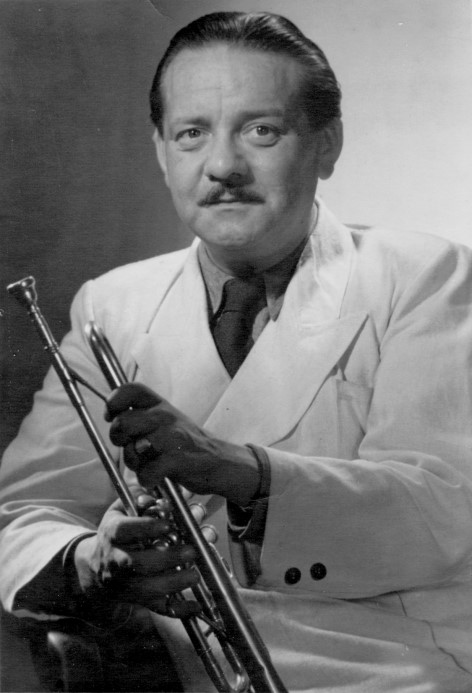
Walther Jenson 1948

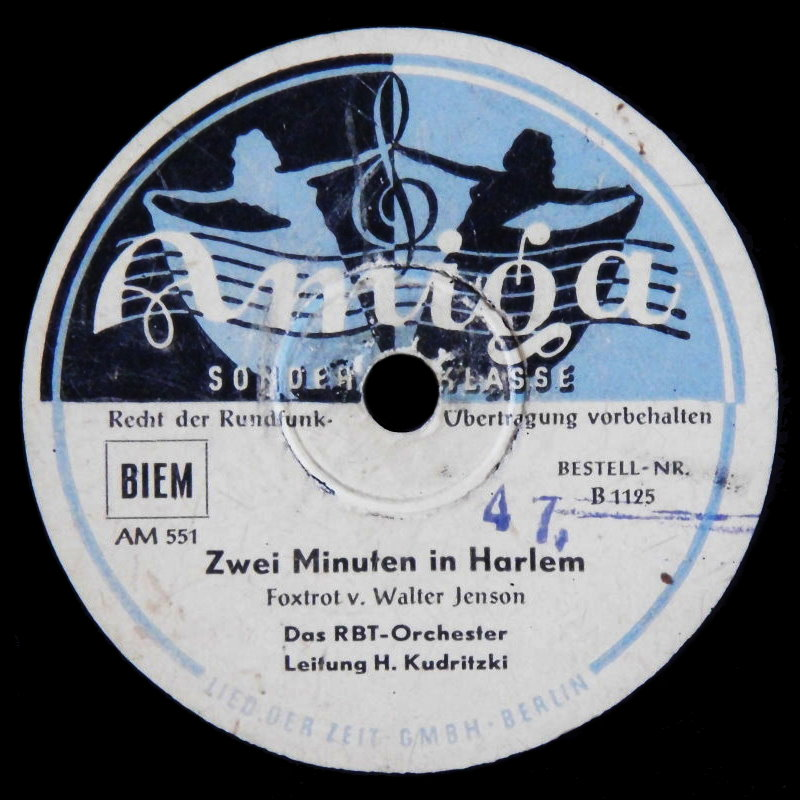
Zwei Minuten In Harlem v. Walter Jenson, es spielt das RBT-Orchester, Berlin 1947

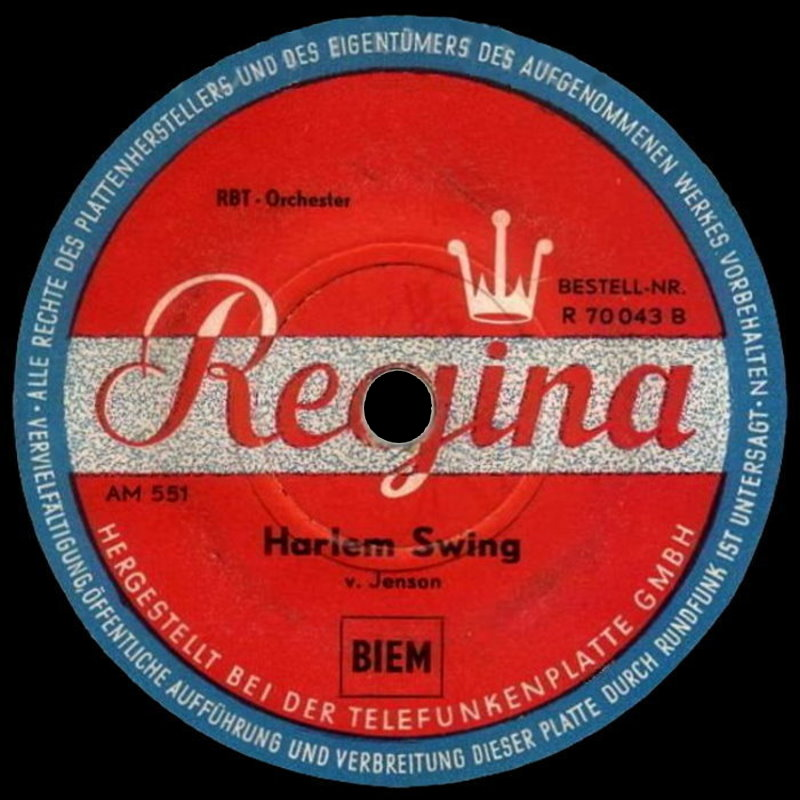
Harlem Swing (Zwei Minuten in Harlem) v. Walter Jenson, Berlin 1947

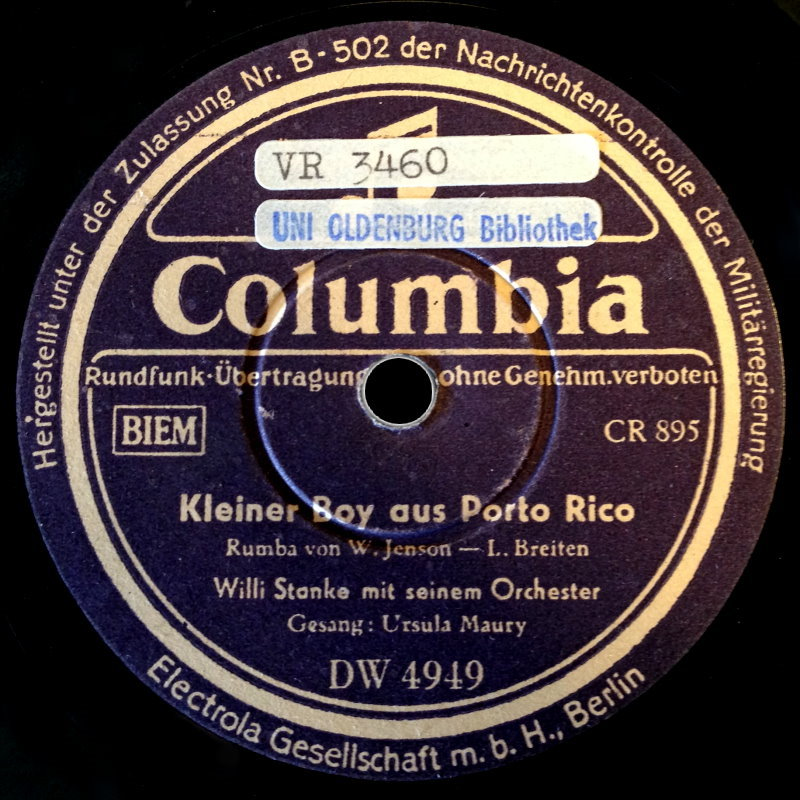
Kleiner Boy aus Portorico v. Walter Jenson, Orchester Willi Stanke, Gesang: Ursula Maury, Berlin 1948

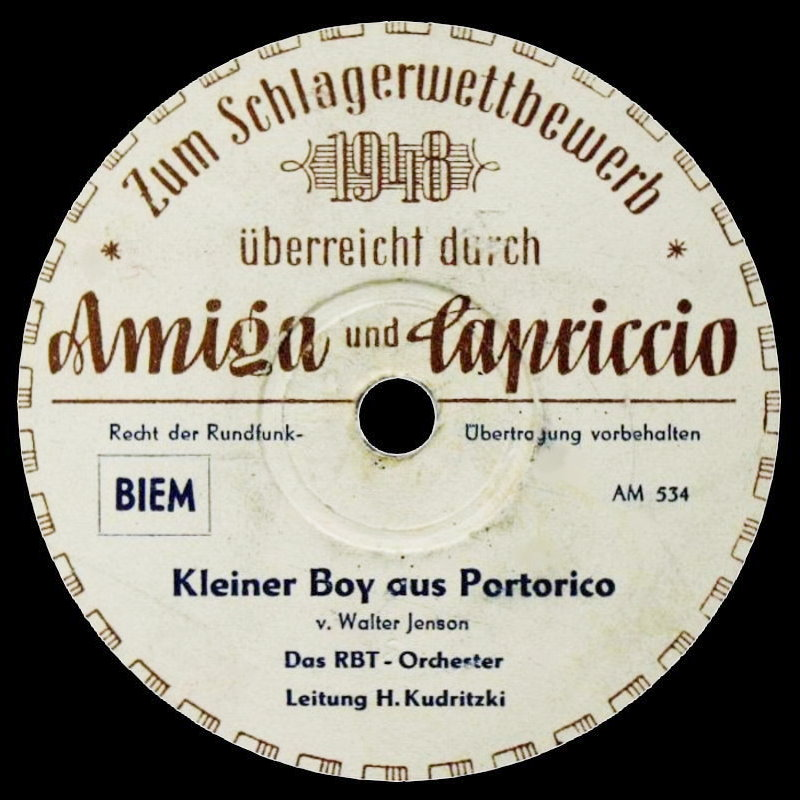
Kleiner Boy aus Portorico, Berlin 1948

Walter (Walther Friedrich Wilhelm) Jenson (* 19. Dezember 1902 in Berlin; † 19. Dezember 1952 in Berlin) war ein deutscher Musiker, Komponist, Arrangeur und Orchesterleiter der Jazz- und Unterhaltungsmusik.

## Leben
Jenson war ein Sohn des Berliner Lithographen und Kunstmalers Friedrich Wilhelm Jenson (1873–1934) und dessen Ehefrau Charlotte Christiane, geb. Müller. Er studierte Kompositions- und Harmonielehre am Stern’schen Konservatorium in Berlin. Sein Hauptinstrument war die Trompete. Er ist später der deutsche Harry James genannt worden. Seine musikalische Prägung erfuhr er durch die Swing-Ära. Er arbeitete unter anderem mit den Textern Hans G. Orling und Leo Breiten, den Sängerinnen Evelyn Künneke, Rita Paul (seit 1945 im Crusader Club in Hamburg) und Gloria Astor, den Sängern Peter Rebhuhn (seit 1945), Bully Buhlan, Detlev Lais, Peter Cornehlsen, Werner Stüvecke, Bernd Golonsky und Werner Schöne sowie dem Klarinettisten Baldo Maestri. Ab 1947 arbeitete er ebenfalls als Arrangeur u. a. für das von Michael Jary 1945 gegründete Berliner RBT-Orchester (Leitung: Horst Kudritzki und Erwin Lehn) und für das Orchester von Kurt Widmann. Horst Kudritzki und Gloria Astor waren auch die Trauzeugen bei der Hochzeit in zweiter Ehe von Walther Jenson mit Adelheid Neander (* 18. August 1923 – † 3. September 2019) im Oktober 1947 in Berlin und ist mit ihr Vater einer Tochter. Im Jahr 1950 übernahm Walther Jenson (neben Jean Kurt Forest) die Leitung des neu gegründeten Tanz- und Unterhaltungsorchesters des Berliner Rundfunks und gründete parallel dazu sein eigenes Orchester aus Mitgliedern dieses Orchesters. Er nahm neben Fremdkompositionen eigene Kompositionen auf, zum Beispiel Spanischer Marsch, Die Fahrt ins Blaue und Du sollst mein Mascottchen sein. Seine Kompositionen – bei denen sich der Musiker und Sänger Paul Kuhn in damaliger Zeit noch ein Zubrot als Notenkopist verdienen musste – und die Orchester-Einspielungen wurden vorwiegend für das Amiga-Label, aber auch für Eterna, Radiophon (R 690/47a), Odeon (O-31790) und Columbia (DW 4949) aufgenommen und veröffentlicht.
In der Zeit des Nationalsozialismus stand Jenson 1944 in der Gottbegnadeten-Liste des Reichsministeriums für Volksaufklärung und Propaganda.
Walther Jenson starb an seinem fünfzigsten Geburtstag an den Spätfolgen einer Verletzung, die er sich im Januar 1919 während des Spartakusaufstands zugezogen hatte. Beerdigt wurde er auf dem Friedhof Weißensee.

## Kompositionen (Auszug)
- Die Fahrt ins Blaue auf Amiga-CD: Sweet and Swinging - Die populärsten Orchester (Amiga 1947–2007; SONY BMG)
- Jimmy Lunceford auf Amiga-Schellackplatte
- Rhythmische Studie Nr. 14 auf Amiga-Schellackplatte
- Kleiner Boy aus Portorico auf Amiga-Schellackplatte
- Swing Promenade auf Amiga-Schellackplatte
- Zwei Minuten in Harlem auf Amiga-Schellackplatte
- Amiga-Swing auf Amiga-Schellackplatte
- Du sollst mein Mascottchen sein (W. Jenson/G. Schumann) auf Amiga-Schellackplatte
- Ein zärtliches Lied, Langsamer Foxtrot, Text: Leo Breiten, Capriccio-Musikverlag GmbH, Berlin, 1948
- Silberner Mond, Lied und Beguine, Text: H. G. Orling, Maestro Internationaler Musik- & Bühnenverlag, Berlin, 1951
- Ach-Herrjeh, Carioca, Klavierpartitur, Text: H. G. Orling, Dt. Film-Verlag, Berlin, 1951